# 滕金·巴达木朱奈
滕金·巴达木朱奈（羅馬化：Tünjingiin Badamjunai；1956年—）蒙古族，蒙古后杭爱省楚鲁特县（Chuluut District）人，蒙古国政治人物。

## 生平
巴达木朱奈1956年生于楚鲁特县。早年学习工业工程。在2004年国家大呼拉尔选举中，巴达木朱奈作为蒙古人民革命党候选人，在乌兰巴托第67选区当选，成为国家大呼拉尔委员。2008年9月，被任命为蒙古国食品、农牧业、轻工业部部长。